# Château de Réghat
Le château de Réghat est situé sur la commune de Maisons-Alfort, dans le Val-de-Marne. Le château fait l’objet d’une inscription au titre des monuments historiques depuis le 26 octobre 1979.

## Historique
Le château de Reghat a été construit au XVIIIe siècle. Il a été utilisé comme rendez-vous de chasse de Louis XV et a servi de lieu de séjour pour la Marquise de Pompadour. En 1773, il est acheté par Pierre de Réghat. Ses façades sur jardin et ses toitures sont inscrites depuis 1979 à l’inventaire supplémentaire des monuments historiques. 
À partir de 1872, le château du Reghat est devenu la propriété de la société de fabrique de levures fondée par le Baron Max Springer, devenue depuis Bio-Springer (Groupe Lesaffre).
Dans le cadre d'un mécénat de Bio-Springer, le château abrite depuis 2003 le Musée de Maisons-Alfort.